# Phyllophaga imitatrix
Phyllophaga imitatrix är en skalbaggsart som beskrevs av Chapin 1932. Phyllophaga imitatrix ingår i släktet Phyllophaga och familjen Melolonthidae. Inga underarter finns listade i Catalogue of Life.